# La mula de Cullen Baker
La mula de Cullen Baker es una película de acción y western mexicana de 1971 dirigida por René Cardona. Esta protagonizada por Rodolfo de Anda y Anel.

## Argumento
Un niño, Cullen Baker, atraviesa el desierto en compañía de su padre, minero, cuando son asaltados por un grupo de bandidos, que desean conocer la ubicación de la mina del padre de Cullen. Una vez asesinado el minero, los bandidos torturan a Cullen para que les revele donde está el filón que fue localizado por su padre. Años después de aquello, Cullen Baker se ha convertido en un fuera de la ley sediento de venganza, al que persiguen un sheriff y sus hombres. Cullen es tan feroz como astuto, y logra evadir a sus perseguidores. Cullen se detiene en un pueblo, y entra en una cantina, en la que observa el nuevo modelo de revólver de los soldados del ejército. Cullen desea hacerse con tan formidable arma, pero ha sido fabricada en exclusiva para el ejército, y solo se permite su uso a los militares. Pero a Cullen esto no le importa, pues está acostumbrado a conseguir todo aquello que desea, aunque tenga que valerse de la fuerza para ello. Por ello, mata a dos de los soldados, y roba el arma de su capitán, escapando a continuación al interior del desierto. Cullen prosigue entonces con su carrera criminal, asaltando bancos y robando a particulares.

## Reparto
- Rodolfo de Anda como Cullen Baker.
- Anel como Jane Patterson.
- Carlos Cortés como Bill Miller.
- Jorge Russek como Sargento Jim.
- Juan Gallardo como Teniente.
- René Cardona como Capitán.
- René Cardona III como Cullen Baker, niño.
- Alfredo Gutiérrez como Sargento Carson.
- Ismael Larumbe como Tom Anderson.
- José Chávez
- Jesús Gómez como Padre de Cullen.
- Raúl Valerio
- José L. Murillo
- Christa von Humboldt como Bertha Anderson (como Christa Von Humbolt).
- Roger Oropeza
- José Dupeyrón
- Armando Acosta como Gordo chismoso (no acreditado).
- Carlos Agostí como Sr. Patterson (no acreditado).
- Gloria Chávez (no acreditada).
- Jorge Fegán como Joe Henry (no acreditado).
- Regino Herrera (no acreditado).
- Carlos León como Sheriff (no acreditado).
- Carlos Vendrell como Sheriff con escopeta (no acreditado).
- Gerardo Zepeda como Hombre que pelea con Cullen (no acreditado).